# Liste der Monuments historiques in Moutiers-les-Mauxfaits
Die Liste der Monuments historiques in Moutiers-les-Mauxfaits führt die Monuments historiques in der französischen Gemeinde Moutiers-les-Mauxfaits auf.

## Liste der Bauwerke
| Bezeichnung               | Beschreibung                  | Standort | Kennzeichnung | Schutzstatus | Datum | Bild           |
| ------------------------- | ----------------------------- | -------- | ------------- | ------------ | ----- | -------------- |
| Château de la Cantaudière | Erbaut 1578                   | (Lage)   | PA00110176    | Classé       | 1978  | weitere Bilder |
| Kirche St-Jacques         | Erbaut im 12./13. Jahrhundert | (Lage)   | PA00110177    | Classé       | 1908  | weitere Bilder |
| Markthalle                | Erbaut im 18. Jahrhundert     | (Lage)   | PA00110178    | Inscrit      | 1943  |                |